# طيران الشرق الأوسط الرحلة 444
رحلة طيران الشرق الأوسط رقم 444 كانت رحلة ركاب مجدولة بين مطار بيروت الدولي ومطار الظهران الدولي. في 17 أبريل 1964، تحطمت الطائرة، وهي من طراز سود أفياسيون كرافيل 3، في الخليج العربي على بُعد نحو 19 كيلومترًا جنوب-جنوب شرق مطار الظهران الدولي. أسفر الحادث عن مقتل جميع الركاب البالغ عددهم 42 شخصًا وطاقم الطائرة المكوّن من 7 أفراد. لم يُحدد سبب التحطم أبدًا.

## الطائرة والطاقم
كانت الطائرة المنكوبة من طراز سود أفياسيون كرافيل 3، ومسجلة في لبنان تحت رقم التسجيل OD–AEM، وكانت الطائرة الوحيدة من هذا الطراز ضمن أسطول الشركة. كانت الطائرة حاصلة على شهادة صلاحية للطيران حتى 29 يناير 1965، وصدر لها شهادة صيانة في 5 أبريل.
في يوم الحادث، كانت الطائرة قد أقلعت من بيروت متجهة إلى أنقرة ثم عادت إلى بيروت، حيث تم إصلاح بعض المشكلات الفنية قبل الرحلة التالية.
كان قائد الطائرة يبلغ من العمر 33 عامًا، ولديه سجل طيران يبلغ 9,193 ساعة، منها 235 ساعة على طائرات كرافيل، و10 ساعات و35 دقيقة على الطائرة المنكوبة تحديدًا. أما مساعد الطيار، فكان يبلغ من العمر 36 عامًا، ويمتلك 7,691 ساعة طيران، منها 70 ساعة على طائرات كرافيل، و29 ساعة على الطائرة نفسها.

## الرحلة
أقلعت الرحلة 444 من مطار بيروت الدولي في الساعة 17:09 بتوقيت UTC، وواصلت رحلتها وفق خطة الطيران إلى ارتفاع تحليق يبلغ 30,000 قدم (9,100 متر). بعد ساعتين، أعطت المراقبة الجوية في البحرين الإذن بالهبوط إلى ارتفاع 5,000 قدم (1,500 متر) فوق منارة الملاحة في الظهران.
عند الساعة 19:06، طلبت الرحلة من برج الظهران تحديثات حول سرعة الرياح ومدى الرؤية. وأفاد البرج بأن الرياح كانت شمالية-شمالية شرقية بسرعة 10 عقدات (19 كم/س)، مع هبات تصل إلى 16 عقدة (30 كم/س)، ومدى الرؤية 7.4 كيلومتر (4.6 ميل)، لكن عاصفة رملية خفّضت الرؤية إلى نحو 100.6 متر (330 قدم).
في الساعة 19:09، أبلغ الطاقم المراقبة الجوية ببدء الهبوط من ارتفاع 30,000 قدم، وبحلول 19:26، قدّروا وصولهم إلى منارة الملاحة خلال دقيقتين.
عند 19:28، أفادت الرحلة أنها تهبط إلى 5,000 قدم، وحصلت على إذن باستخدام نهج ADF (الاقتراب عبر التوجيه التلقائي)، وطُلب من الطاقم الإبلاغ عند المرور بارتفاعي 4,000 قدم (1,200 متر) و2,000 قدم (610 متر). وبعد دقيقة، أكّد الطاقم تجاوزهم ارتفاع 4,000 قدم. وفي 19:30، أبلغوا ببلوغ ارتفاع 2,500 قدم (760 متر) وبدؤوا الانعطاف باتجاه المدرج.
مُنح الطاقم إذن الهبوط، وطُلِب منهم الإبلاغ عند الوصول إلى الارتفاع الأدنى ورؤية المدرج. وفي الساعة 19:32، سُمعت ضوضاء عالية مفاجئة عبر جهاز الاتصال اللاسلكي في برج المراقبة، وانقطع الاتصال بالرحلة.
لاحقًا، تبيّن أن الطائرة سقطت في مياه الخليج أثناء تنفيذها مناورة التفاف عند الساعة 19:32. وُجد موقع التحطم على بعد 7.4 كيلومتر (4.6 ميل) من الساحل، و18.5 كيلومتر (11.5 ميل) جنوب المطار. وقد ارتطمت الطائرة بسطح الماء بزاوية ميلان طفيفة نحو الأمام، مائلة إلى اليمين، وبسرعة تُماثل سرعة الهبوط.

## عمليات البحث والإنقاذ
شارك طائرات أمريكية وبريطانية وسعودية في عمليات البحث والإنقاذ الجوي، بينما ساعد عمال شركة النفط العربية الأمريكية في المسح الأرضي. كما زودت الشركة بطائرتين و51 شاحنة لدعم جهود الإنقاذ. كان على متن الطائرة 23 أمريكياً يُحتمل أن يكونوا من موظفي الشركة، بالإضافة إلى ركاب من جنسيات فرنسية، أردنية، فلسطينية، سورية، لبنانية، وبحرينية.
في صباح اليوم التالي، رصدت طائرة تابعة للقوات الجوية الأمريكية وطائرتان مدنيتان حطام الطائرة الغارق، الذي كان جزء منه لا يزال سليمًا جزئيًا. على الرغم من سلامة هيكل الطائرة إلى حد كبير، لم ينجُ أي من الركاب من الحادث.
تم انتشال حوالي 95% من أجزاء الطائرة ضمن دائرة نصف قطرها 76.2 متر (250 قدم) حول موقع الحطام الرئيسي. كان عمق المياه في موقع الحادث حوالي 5.5 متر (18 قدمًا). انفصلت مقدمة ومؤخرة جسم الطائرة عن الهيكل الرئيسي، لكنها بقيت متصلة بأسلاك كهربائية وكابلات التحكم. معظم الضحايا وُجدوا ملتصقين بمقاعدهم عند العثور عليهم.

## التحقيق في الحادث
أجرت الهيئة العامة للطيران المدني تحقيقاً لم تستطع من خلاله تحديد سبب الحادث. وقد اعتُبر كلا الطيارين قادرين على الطيران، ولم تكن هناك أية مشاكل فنية في الطائرة. بالرغم من سوء حالة الطقس، إلا أنها لم تكن شديدة بما يمنع الطيار من إلغاء الاقتراب للهبوط. ومع ذلك، حدثت في المنطقة هبة رياح عمودية عالية السرعة أو تغير مفاجئ في اتجاه الرياح (تغير سرعة الرياح) قد يكون سبباً في نزول الطائرة بسرعة أكبر من المعتاد. كان الطياران قد أكملوا أو كانوا على وشك إكمال الاقتراب باستخدام المنارة غير الموجهة عندما تحطمت الطائرة.